# Mónica Bello
Mónica Bello, née le 24 novembre 1973 à Saint-Jacques-de-Compostelle, est une conservatrice et historienne de l'art espagnole.  
Depuis 2015, elle est conservatrice et directrice artistique au CERN.  

## Biographie
Mónica Bello naît le 24 novembre 1973 à Saint-Jacques-de-Compostelle, en Galice.  
Après une licence en histoire de l’art, de la critique et de la conservation du patrimoine à l’Université de Saint-Jacques-de-Compostelle, elle continue dans le même domaine au MECAD (Media Centre of Art and Design) de Barcelone.  
En 2004, elle obtient l’Ineditos Emergent Curator Award pour le projet « Esto es vida ».
De 2010 à 2015 elle est directrice artistique de VIDA, un concours international d’art et de vie artificielle fondé par la Fundacion Telefónica, à Madrid. VIDA est un prix pionnier qui encourage les expressions interculturelles autour de la notion de vie.
Depuis le 2 mars 2015, elle est conservatrice et directrice artistique au CERN  à Genève. À la direction d'Arts at CERN.
Elle est curatrice ou commissaire, notamment en 2015 au Mexique pour le Festival de Artes Electrónicas y Video Transitio_MX, en 2016 en Corée l'exposition Jikji the Golden Seed (célébrant le premier livre imprimé en caractères métalliques mobiles) et en 2017 en Croatie au festival Touch Me, qui traite des interconnexions entre l'art et la science. 
En 2018, elle est invitée en tant que commissaire de la Commission d'Art d'Audemars Piguet pour Art Basel 2018. 

## Projets
- Expositions annuelles des prix VIDA. 2010-2014
- Points de fuite. Centro Nacional de las Artes, Ciudad de México, septembre - novembre 2015
- À la lumière des idées, Centre d'Art Santa Mònica, à Barcelone. Octobre 2017
- Audemars Piguet Arts Commission, Art Basel, à Bâle. Juin 2018
- Broken Symmetries, à FACT, Liverpool. Novembre 2018 - Mars 2019[8]
- Quántica, une exposition sur l'art et la physique à la CCCB (Centre de Cultura Contemporania de Barcelona), Barcelone. Vernissage le 9 avril 2019[9]
- Échange artistique avec Pro Helvetia et un observatoire chilien[1]